# 西方いも
西方いも（にしがたいも）は、岐阜県中津川市加子母（旧・加子母村）の小郷（おご）地区にて、古くから作り伝えられている里芋の在来種。地元では「ねばいも」と呼ばれている。
小郷地区はかつて、東方（ひがしがた）と西方（にしがた）に分かれており、西方へ嫁いだ女性が、その家で代々作られていた里芋を受け継いで作り続けて来た。現在は西方いも生産組合によって、種の保存と栽培方法の研究が続けられている。

## 沿革
- 2002年（平成14年） - 飛騨・美濃伝統野菜に認定される。
- 2011年（平成23年） - 「岐阜伝統食文化グランプリ」優秀賞受賞。

## 特徴
- 肉質は粘質（粘りが強い）で、きめが細やか。貯蔵性に優れている。
- 収穫時期は10月から新年1月。
- 中津川市加子母地内のスーパー、産直市、道の駅加子母で販売されている他、市場へ出荷もされている。

## 利用形態
郷土料理に多く使われ、特に「芋もち」（西方いもを米と一緒に炊いた後に搗き、餅とする）や「煮五味」の材料となる。加工品としては、焼酎「西方」の原料となる他、地元料理店や和菓子店でも、西方いもを使った季節限定メニューが出される事がある。